# 4bitový

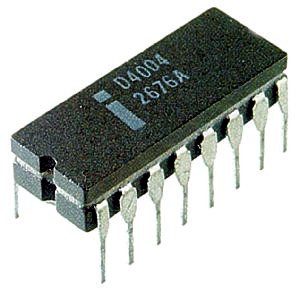
Intel 4004

V informačních technologiích označuje 4bitový čísla, paměťové adresy nebo datové jednotky, které jsou nejvýše 4 bitů dlouhé (1 nibble). 4bitový procesor a ALU definují architekturu počítače, která je založena na stejně dlouhých registrech nebo stejně široké adresové nebo datové sběrnici.

## Terminologie
V českém jazyce se zápisem odlišuje slovní druh. Zápis bez mezery tak označuje přídavné jméno (viz název tohoto článku). Zápis s mezerou pak označuje číslovku (například 4 bitů).

## První obchodně úspěšný 4bitový mikroprocesor
Intel 4004 se 15. listopadu 1971 stal v USA prvním obchodně úspěšným a dostupným jednočipovým mikroprocesorem. Intel 4004 měl 4bitovou architekturu, byl postaven na Harvardské architektuře (tj. oddělená paměť pro program a data) a zasazen v 16pinovém pouzdře se 740 kHz hodinovým signálem.

## 4bitový procesor a současnost
V dnešní době máme šanci setkat se s 4bitovými procesory například v dálkových ovladačích od TV, Hi-Fi a videopřehrávačů, dále pak mikrovlnných troubách, klávesnicích počítačů a kalkulačkách, pro které byly původně v 70. letech 20. století vytvořeny.

## Kódování
Pomocí 4bitového čísla jsme schopni vytvořit 16 různých hodnot. Lze je zakódovat do hodnot nabývajících od 0 do 15 pro desítkovou soustavu, od 0000 do 1111 v binární soustavě nebo od 0h po Fh v soustavě hexadecimální, a to vše pomocí 4 bitů.
| Binárně | Oktalově | Desítkově | Hexadecimálně |
| ------- | -------- | --------- | ------------- |
| 0000    | 0        | 0         | 0             |
| 0001    | 1        | 1         | 1             |
| 0010    | 2        | 2         | 2             |
| 0011    | 3        | 3         | 3             |
| 0100    | 4        | 4         | 4             |
| 0101    | 5        | 5         | 5             |
| 0110    | 6        | 6         | 6             |
| 0111    | 7        | 7         | 7             |
| 1000    | 10       | 8         | 8             |
| 1001    | 11       | 9         | 9             |
| 1010    | 12       | 10        | A             |
| 1011    | 13       | 11        | B             |
| 1100    | 14       | 12        | C             |
| 1101    | 15       | 13        | D             |
| 1110    | 16       | 14        | E             |
| 1111    | 17       | 15        | F             |

## Seznam 4bitových procesorů
- Atmel MARC4
- Intel 4004
- Intel 4040
- Toshiba TLCS-47